# Square du Serment-de-Koufra
Le square du Serment-de-Koufra est un square du 14e arrondissement de Paris.

## Situation et accès
Situé porte d'Orléans, le site est accessible par la place du 25-Août-1944 — baptisée ainsi en 1946 pour commémorer la libération de la capitale —, par l'avenue Ernest-Reyer et la place Édith-Thomas. Son allée centrale se nomme allée Clarissa-Jean-Philippe.
Il est desservi par la ligne 4 à la station Porte d'Orléans et par la ligne 3a du tramway d'Île-de-France à la station Porte d'Orléans.

## Origine du nom
Il commémore le serment que le colonel Philippe Leclerc prêta devant ses hommes à l'issue de la bataille de Koufra en Libye le 2 mars 1941, de ne déposer les armes que lorsque le drapeau français flottera de nouveau sur la cathédrale de Strasbourg.
Le lieu d'implantation de ce jardin à cet endroit est commémoratif, puisque c'est par la porte d'Orléans que la 2e division blindée, commandée par Leclerc (devenu entre-temps général), entra dans la capitale, le 25 août 1944, après que les éléments avancés de la Nueve, composée majoritairement de Républicains espagnols, sous les ordres du capitaine Raymond Dronne, furent entrés, dans l'après-midi du 24 août, par la porte d'Italie, contribuant ainsi à la Libération de Paris, à la fin de la Seconde Guerre mondiale. La réalisation du serment de Koufra était alors en bonne voie d'aboutir. Celui-ci fut exaucé à la libération de Strasbourg le 23 novembre 1944.

## Historique
Créé en 1930, sur l'emplacement des anciennes fortifications l'enceinte de Thiers, le square s'étend sur 27 516 m2.
Le 11 janvier 2019, Anne Hidalgo, maire de Paris, et Carine Petit, maire du 14e arrondissement de Paris, inaugurent l'allée Clarissa-Jean-Philippe dans le square.

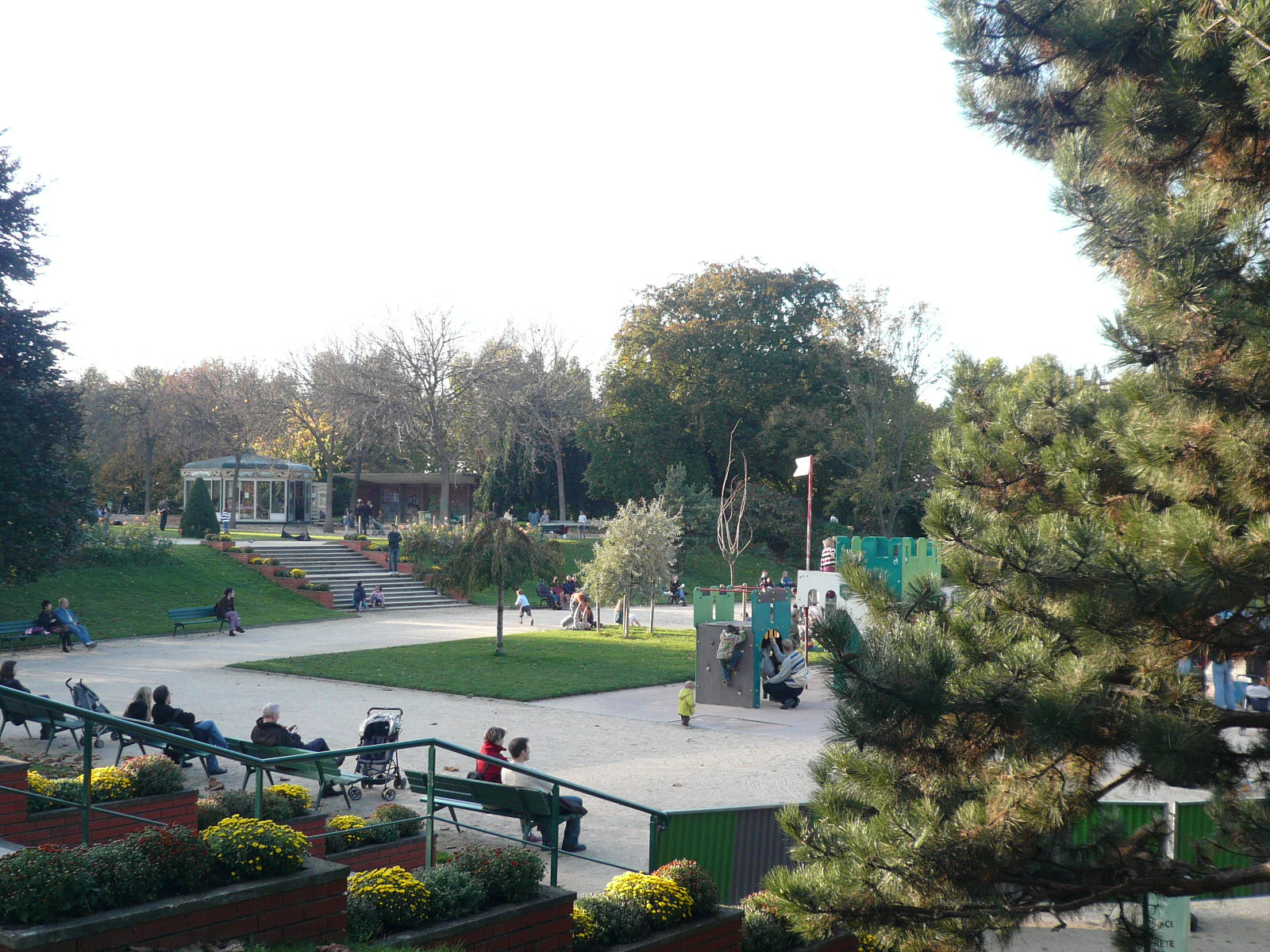
Espace de jeux et de détente.

## Collection botanique
Le square héberge plus de 200 arbres sur une superficie de 2,75 ha. la diversité des essences représentées y est remarquable, platanes, pins, érables, hêtres, tilleuls, ifs, cèdres, chênes, ... agrémentent les allées. Quelques arbres plus rares sont à noter : oranger des osages, peuplier baumier, chêne de Hongrie, chêne du Japon, chêne noir, érables à peau de serpent, érable jaspé de rouge, tilleul de Mongolie, néflier du Japon, arbre aux mouchoirs, plaqueminier lotier, poivrier du Sichuan, arbres à soie, frémontia, arbre au caramel, et un arbre de fer.